# キブエ
キブエ（Kibuye）は、ルワンダ 西部州の都市。キブ湖沿岸に位置している。
かつてはキブエ県の中心都市であった（2006年、キブエ県は西部州に再編された）。